# Ucria
Ucria là một đô thị ở tỉnh Messina trong vùng Sicilia của Ý, có vị trí cách khoảng 130 km về phía đông của Palermo và vào khoảng 60 km về phía tây của Messina. Tại thời điểm ngày 31 tháng 12 năm 2004, đô thị này có dân số 1.264 người và diện tích là 26,2 km².
Ucria giáp các đô thị: Castell'Umberto, Floresta, Raccuja, Sinagra, Tortorici.